# بنیتا فیتزجرالد-براون
بنیتا فیتزجرالد-براون (انگلیسی: Benita Fitzgerald-Brown؛ زادهٔ ۶ ژوئیه ۱۹۶۱) دونده زن اهل ایالات متحده آمریکا بود.
وی در مسابقات کشوری و بین‌المللی در مجموع برندهٔ ۲ مدال طلا شده‌است.